# Phanoptis miltorrhabda
Phanoptis miltorrhabda är en fjärilsart som beskrevs av Louis Beethoven Prout 1922. Phanoptis miltorrhabda ingår i släktet Phanoptis och familjen tandspinnare. Inga underarter finns listade i Catalogue of Life.